# Kaarlo I. Viljanen
Kaarlo I. Viljanen, finski general, * 1893, † 1942.